# Gasstøddæmper
En gasstøddæmper er en støddæmper, der indeholder olie, som kan begynde at skumme og dermed miste noget af sin virkning. For at forhindre dette, kan der desuden anvendes gas. Gassen danner en pude, der forhindrer skumdannelse og holder olien under tryk. Gasstøddæmpere giver bilen et bedre vejgreb, rullestabilitet og komfort.
| Maskiner | Spire Denne artikel om maskiner, maskindele og apparater er en spire som bør udbygges. Du er velkommen til at hjælpe Wikipedia ved at udvide den. |